# كامانيا مونفيراتو
كامانيا مونفيراتو (بالإيطالية: Camagna Monferrato)‏ هي بلدية في مقاطعة ألساندريا في إقليم بييمونتي في إيطاليا.

## السكان
في سنة 1861 بلغ عدد السكان 2٬086 نسمة، وتطور العدد ليصل في سنة 2011 لـ 510 نسمة.
يظهر هذا المخطط البياني تطور النمو السكاني لـ كامانيا مونفيراتو